# Letiště Nội Bài

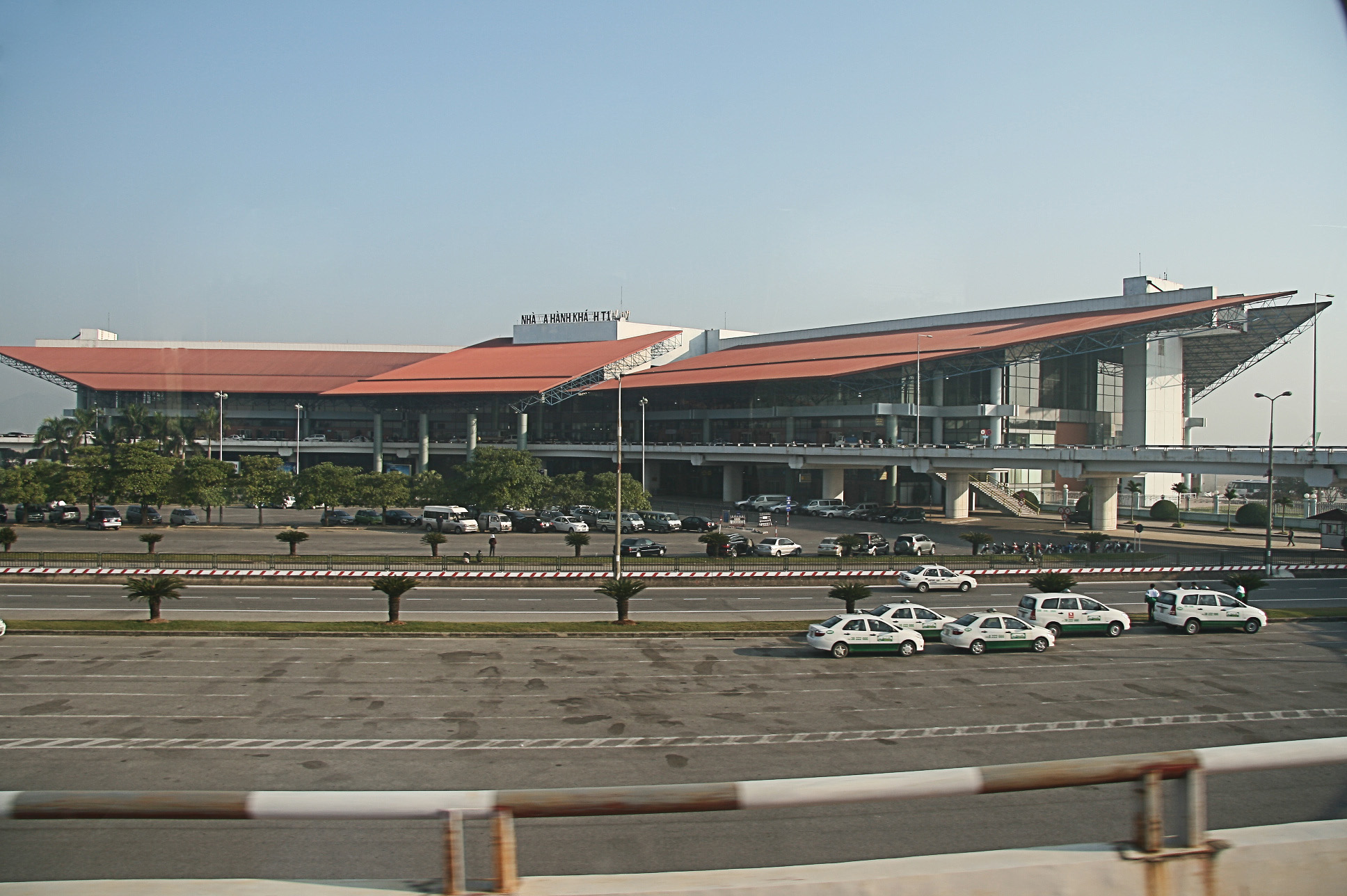
Terminal 1

Letiště Nội Bài (vietnamsky: Cảng hàng không quốc tế Nội Bài / 港航空國際内排) je mezinárodní letiště v severním Vietnamu. Je to druhé největší letiště ve Vietnamu po letišti Tân Sơn Nhất. V roce 2010 odbavilo 9 500 000 cestujících, což představuje nárůst o 20 % oproti roku 2009. V roce 2012 odbavilo 11 milionů cestujících. Mají zde základnu největší vietnamská aerolinie Vietnam Airlines.

## Historie
Mezinárodní letiště Nội Bài byla původně letecká základna vietnamské lidové armády během vietnamské války, jako mezinárodní civilní letiště bylo otevřeno v roce 1978.